# Joseph Letz
Joseph Marius Letz, né le 13 mars 1837 à Marseille et mort le 10 janvier 1890 dans la même ville, est un architecte français du XIXe siècle, architecte en chef du département des Bouches-du-Rhône à partir de 1869.

## Biographie
Fils d'un artisan cordonnier, Joseph Letz est né à Marseille, 6 traverse Coutellerie, le 13 mars 1837. Il fait ses études au lycée Thiers et entre dans l'atelier de l'architecte Pascal Coste, puis dans celui de Charles-Auguste Questel à Paris. Il suit les cours l'École des beaux-arts de Paris.
Il travaille sous la direction de Charles Garnier à la construction de l'opéra et dresse un projet pour la basilique du Sacré-Cœur de Montmartre qui, bien que classé premier, ne sera pas retenu en raison de son coût trop élevé. Après un court séjour à Athènes, il rentre en France et devient le collaborateur d'Henri-Jacques Espérandieu pour la réalisation du palais Longchamp et du palais des Arts. À partir de 1869 il est nommé architecte en chef du département des Bouches-du-Rhône.
Il est élu membre de l'Académie de Marseille en 1880 et élevé au grade de chevalier de la Légion d'honneur.
En 1888, il fonde l'Association des artistes marseillais pour laquelle David Dellepiane executera certaines affiches d'exposition,.
Joseph Letz meurt le 10 janvier 1890 à l'âge de 51 ans. Il est inhumé au cimetière Saint-Pierre de Marseille.

## Réalisations
Ses principales réalisations sont les suivantes :
- Le Palais des Arts : Letz est le collaborateur d'Henri-Jacques Espérandieu pour la construction du palais des Arts, décidée par délibération du conseil municipal du 7 mars 1859, le conducteur des travaux étant Gaudensi Allar, frère aîné du sculpteur André-Joseph Allar[3].
- Le monument funéraire du mime Louis Rouffe (1849-1885) au cimetière Saint-Pierre.
- La Banque de France à Marseille, place Estrangin-Pastré.
- La fontaine Estrangin-Pastré située sur la place du même nom[4].
- L'École Normale d'Aix-en-Provence, actuellement l'IUFM, construite à l'emplacement d'un ancien asile d'aliénés[5].
- Le monument à la mémoire d'Espérandieu situé dans la cour intérieure du Palais des Arts : ce monument se compose d'un buste sculpté par André-Joseph Allar représentant le célèbre architecte placé au sommet d'un imposant piédestal de 3 mètres de hauteur sur lequel sont gravés trois médaillons représentant les œuvres principales du défunt : notre-dame de la Garde, Le palais longchamp et le palais des Arts. Ce monument est inauguré le 22 février 1882.
- La façade de l'église Saint-Ferréol les Augustins de Marseille qui, après les amputations de 1804, a été refaite avec les techniques de revêtement du cimentier Désiré Michel.
- Dessin des écussons des trois arrondissements des Bouches-du-Rhône placés au-dessous du dôme de la préfecture
des Bouches-du-Rhône pour remplacer les armes impériales et la statue équestre de Napoléon III, œuvres d'Eugène Guillaume[6].
- Diverses villas pour des particuliers dont le château de Jules Charles-Roux à Sausset-les-Pins.

## Œuvres de Joseph Letz

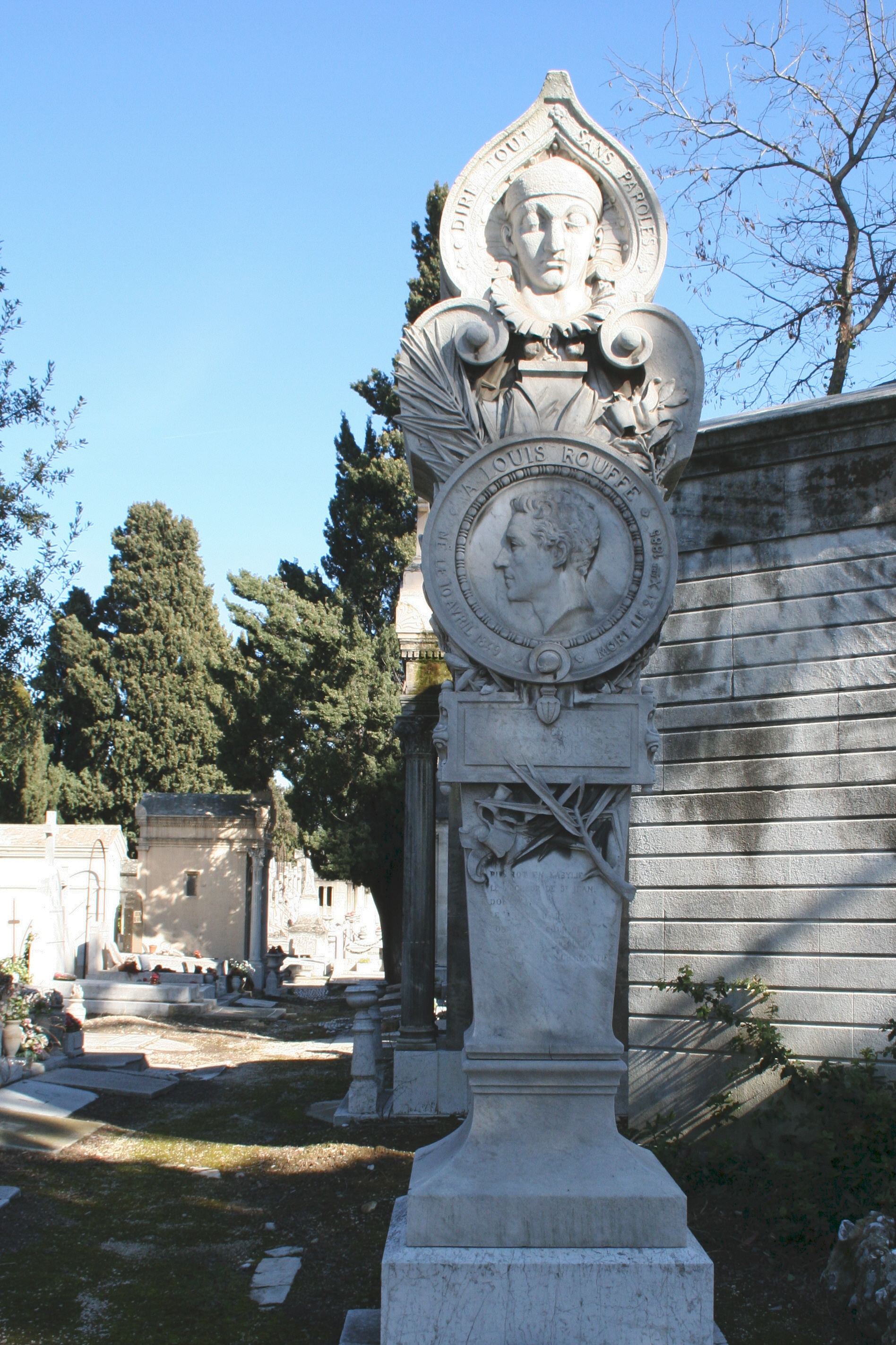
Monument funéraire de Louis Rouffe.
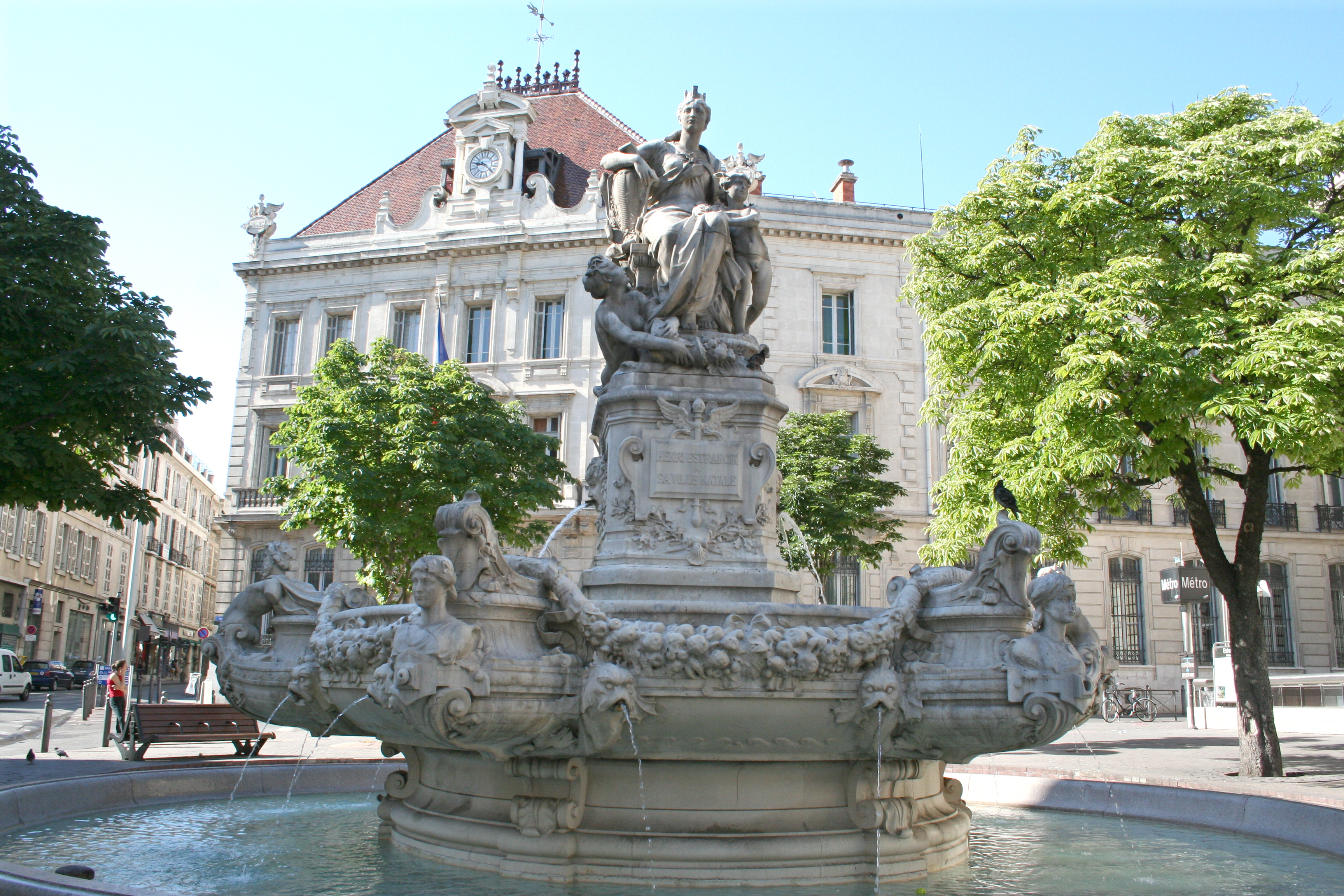
Fontaine Estrangin-Pastré ; en arrière-plan immeuble de la Banque de France à Marseille.
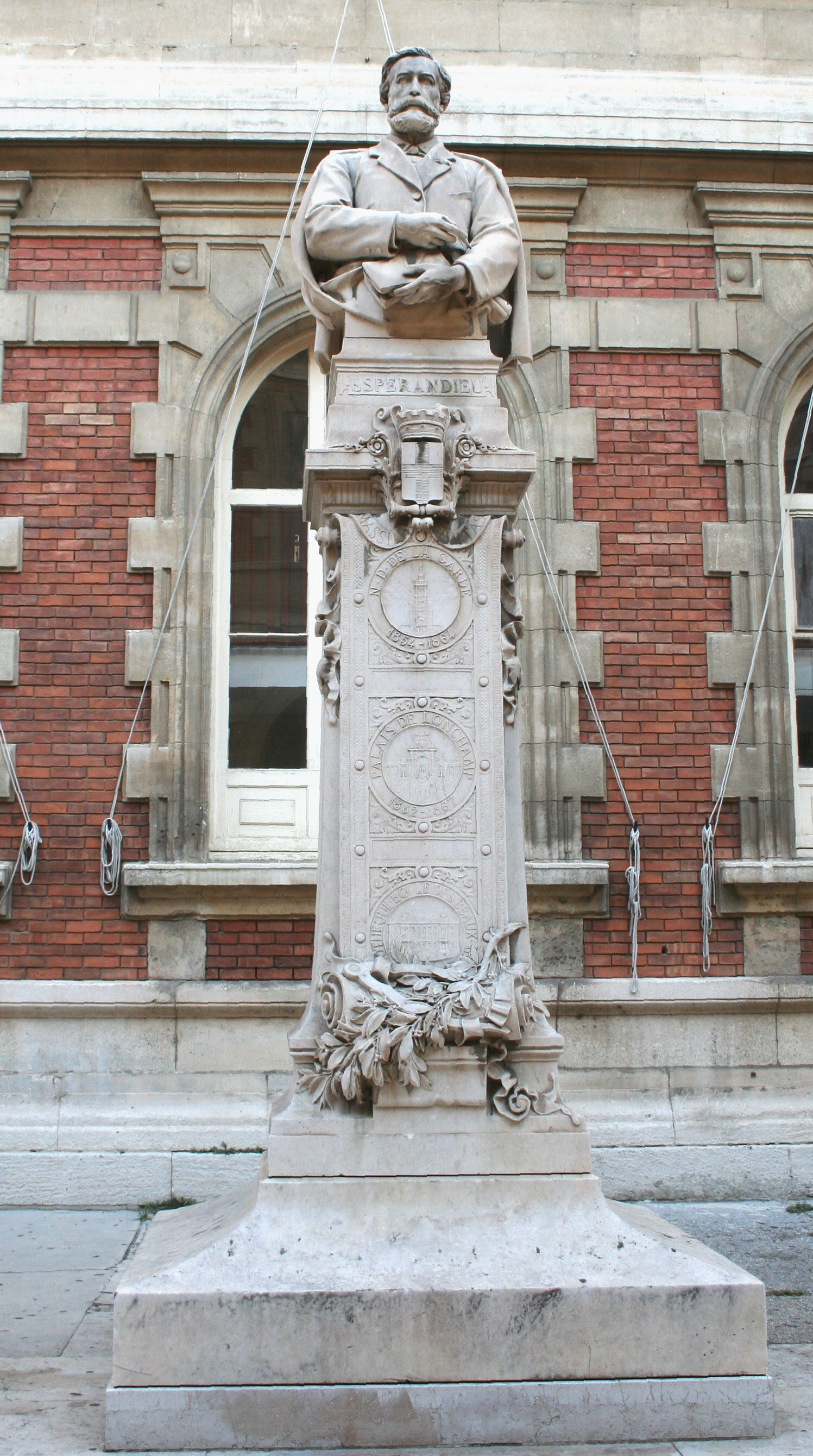
Monument à la mémoire d'Henri-Jacques Espérandieu.

## Récompenses et distinctions
Par décret du 9 juillet 1883 il est nommé chevalier de la Légion d'honneur. Une rue du 15e arrondissement de Marseille porte son nom.